# Buffières
Pour les articles homonymes, voir Buffières (homonymie).
Buffières est une commune française située dans le département de Saône-et-Loire en région Bourgogne-Franche-Comté.

## Géographie
250 habitants en hiver, le double en été, Buffières se situe en Saône-et-Loire, en Bourgogne. Le village se trouve à 15 kilomètres de Cluny et 40 de Mâcon.

### Communes limitrophes
Les communes limitrophes sont  Bergesserin, Chiddes, Château, Curtil-sous-Buffières, La Vineuse sur Fregande et Sivignon.

### Climat
Pour des articles plus généraux, voir Climat de la Bourgogne-Franche-Comté et Climat de Saône-et-Loire.
En 2010, le climat de la commune est de type climat océanique dégradé des plaines du Centre et du Nord, selon une étude du Centre national de la recherche scientifique s'appuyant sur une série de données couvrant la période 1971-2000. En 2020, Météo-France publie une typologie des climats de la France métropolitaine dans laquelle la commune est dans une zone de transition entre le climat océanique altéré et le climat océanique altéré et est dans la région climatique Centre et contreforts nord du Massif Central, caractérisée par un air sec en été et un bon ensoleillement.
Pour la période 1971-2000, la température annuelle moyenne est de 10,7 °C, avec une amplitude thermique annuelle de 17,2 °C. Le cumul annuel moyen de précipitations est de 949 mm, avec 11,2 jours de précipitations en janvier et 7,7 jours en juillet. Pour la période 1991-2020, la température moyenne annuelle observée sur la station météorologique de Météo-France la plus proche, « Jalogny_sapc », sur la commune de Jalogny à 7 km à vol d'oiseau, est de 11,2 °C et le cumul annuel moyen de précipitations est de 873,4 mm. 
La température maximale relevée sur cette station est de 39,6 °C, atteinte le 12 août 2003 ; la température minimale est de −21,6 °C, atteinte le 17 janvier 1985,,.
Les paramètres climatiques de la commune ont été estimés pour le milieu du siècle (2041-2070) selon différents scénarios d'émission de gaz à effet de serre à partir des nouvelles projections climatiques de référence DRIAS-2020. Ils sont consultables sur un site dédié publié par Météo-France en novembre 2022.

## Urbanisme

### Typologie
Au 1er janvier 2024, Buffières est catégorisée commune rurale à habitat très dispersé, selon la nouvelle grille communale de densité à sept niveaux définie par l'Insee en 2022.
Elle est située hors unité urbaine et hors attraction des villes,.

### Occupation des sols
L'occupation des sols de la commune, telle qu'elle ressort de la base de données européenne d’occupation biophysique des sols Corine Land Cover (CLC), est marquée par l'importance des territoires agricoles (66,3 % en 2018), une proportion sensiblement équivalente à celle de 1990 (67 %). La répartition détaillée en 2018 est la suivante : prairies (65 %), forêts (33,7 %), zones agricoles hétérogènes (1,3 %). L'évolution de l’occupation des sols de la commune et de ses infrastructures peut être observée sur les différentes représentations cartographiques du territoire : la carte de Cassini (XVIIIe siècle), la carte d'état-major (1820-1866) et les cartes ou photos aériennes de l'IGN pour la période actuelle (1950 à aujourd'hui).

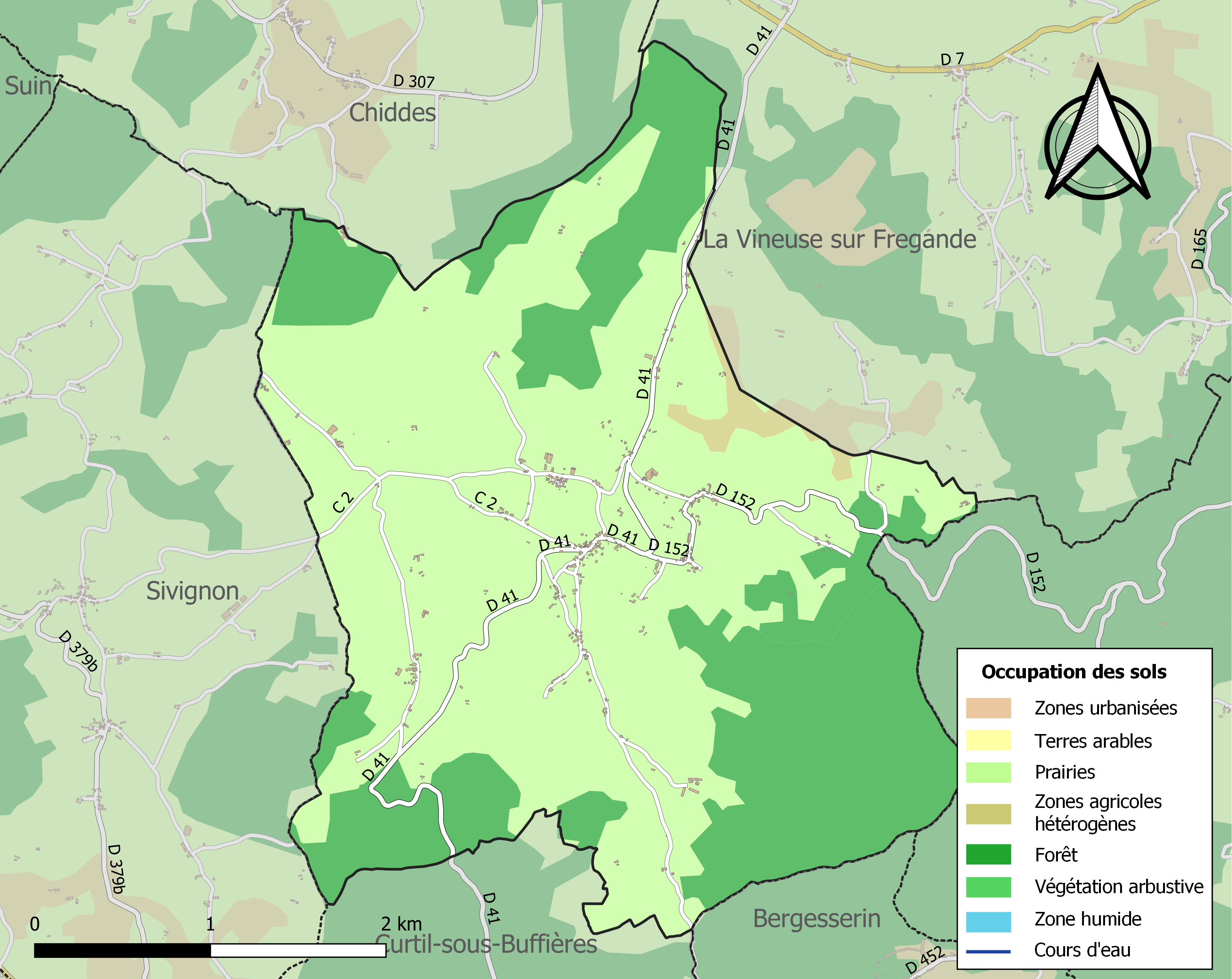
Carte des infrastructures et de l'occupation des sols de la commune en 2018 (CLC).

## Histoire
La première trace dans l'histoire se situe aux environs de 914[réf. nécessaire]. L'ager buferiacensis est répertorié dans une charte capitulaire de l'abbaye de Cluny.
Il y aurait eu un seigneur à Buffières, même si nulle trace ne subsiste d'un château fort. Toutefois, l'hypothèse semble crédible du fait de la présence de plusieurs maisons très anciennes à Buffières :
- aux Seignes, une demeure remarquable, encore appelée ici et là "le domaine" ;
- en Blanet (actuellement sur Donzy-le-National), une ancienne maison-forte (ex-maison Carrette), dite "château des Murgers" aux XVII et XVIIIe siècles. Sa place lui permettait de contrôler le passage sur l'ancien chemin de Buffières à Donzy-le-National (ou Royal, avant 1789) avant la construction du chemin départemental (no 41 aujourd'hui) ;
- sur la Louère, des traces visibles d'avion (et sur photos satellites) d'une construction importante.
Le "château" visible en dessous du Fourneau n'est en rien un vestige du Moyen Âge. Il s'agit d'une demeure bourgeoise, construite, semble-t-il, au début du XIXe siècle. Le lieu s'appelle le Chapo, source peut-être d'une confusion de mots.
La Révolution et ses conséquences vont entraîner un phénomène important qui se retrouve encore aujourd'hui dans la vie communale.

### Traces de l'histoire
A la vallée : un menhir christianisé (avec une croix posée sur la pierre).

## Politique et administration

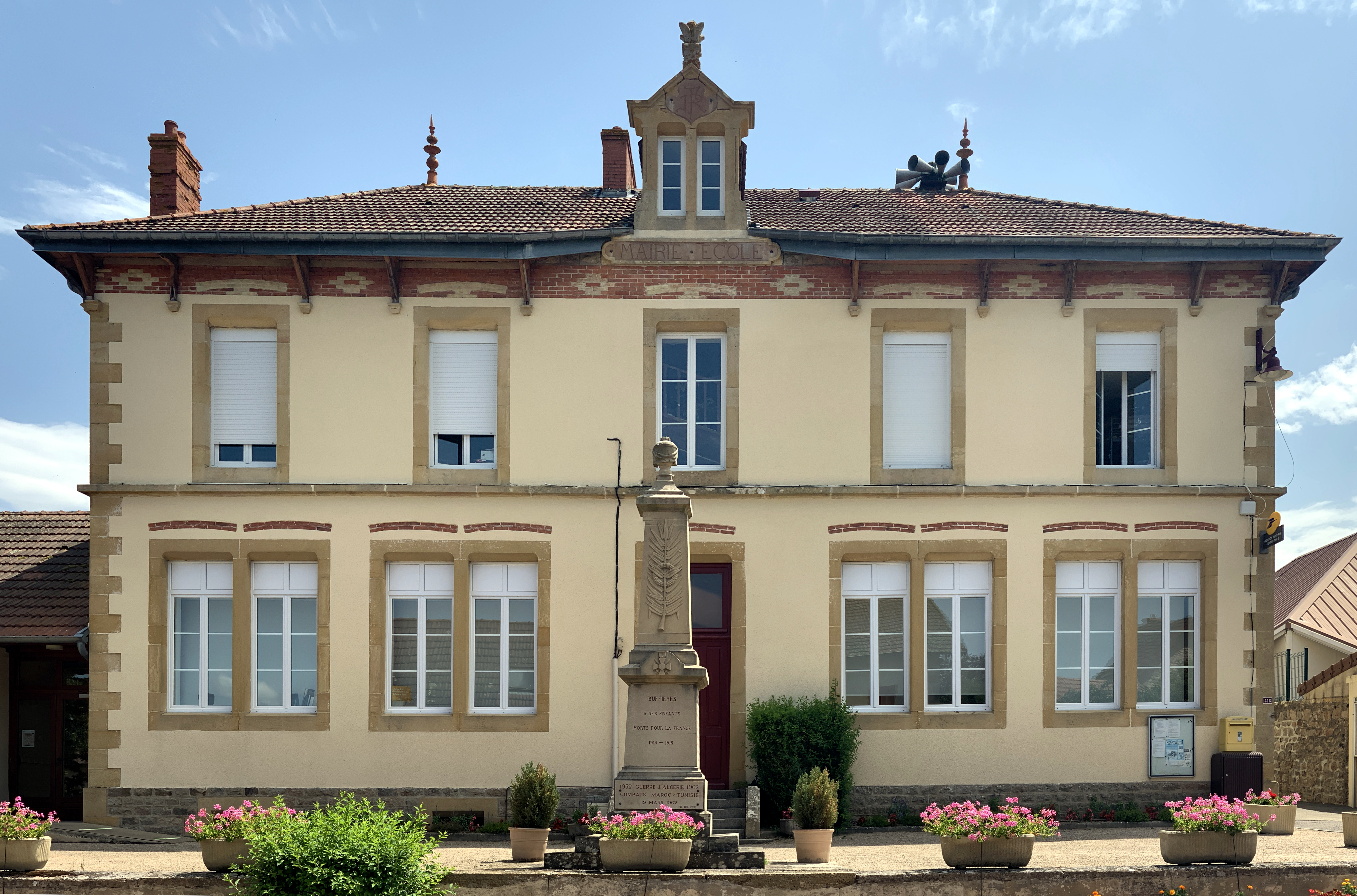
Mairie.

La commune de Buffières est intégrée à la communauté de communes du Clunisois.
Elle est également active au sein de plusieurs groupements de communes :
- regroupement pédagogique intercommunal (RPI) des écoles de Buffirèes et Sivignon ;
- SIVU centre de première intervention de l'ouest Clunisois ;
- Syndicat des eaux de la Guye (SIEG) ;
- Syndicat départemental d'énergie de Saône-et-Loire (Sydesl).

| Période                                  | Période    | Identité          | Étiquette   | Qualité     |
| ---------------------------------------- | ---------- | ----------------- | ----------- | ----------- |
| mars 1983                                | juin 1995  | Vincent Berger    | non-inscrit | Agriculteur |
| juin 1995                                | mars 2008  | Louis Verjat      | non-inscrit | Retraité    |
| mars 2008                                | mars 2020  | Jean-Claude Prost | non-inscrit | Retraité    |
| mars 2020                                | "en cours" | Michel Labarre    | non-inscrit | Retraité    |
| Les données manquantes sont à compléter. |            |                   |             |             |

## Démographie
L'évolution du nombre d'habitants est connue à travers les recensements de la population effectués dans la commune depuis 1793. Pour les communes de moins de 10 000 habitants, une enquête de recensement portant sur toute la population est réalisée tous les cinq ans, les populations de référence des années intermédiaires étant quant à elles estimées par interpolation ou extrapolation. Pour la commune, le premier recensement exhaustif entrant dans le cadre du nouveau dispositif a été réalisé en 2006.

En 2022, la commune comptait 277 habitants, en évolution de +0,36 % par rapport à 2016 (Saône-et-Loire : −1,06 %, France hors Mayotte : +2,11 %).
| 1793 | 1800 | 1806 | 1821 | 1831 | 1836 | 1841 | 1846 | 1851 |
| ---- | ---- | ---- | ---- | ---- | ---- | ---- | ---- | ---- |
| 750  | 677  | 730  | 826  | 779  | 751  | 956  | 984  | 962  |

| 1856 | 1861 | 1866 | 1872 | 1876 | 1881 | 1886 | 1891 | 1896 |
| ---- | ---- | ---- | ---- | ---- | ---- | ---- | ---- | ---- |
| 958  | 954  | 917  | 838  | 890  | 876  | 884  | 865  | 835  |

| 1901 | 1906 | 1911 | 1921 | 1926 | 1931 | 1936 | 1946 | 1954 |
| ---- | ---- | ---- | ---- | ---- | ---- | ---- | ---- | ---- |
| 821  | 822  | 823  | 711  | 658  | 568  | 533  | 505  | 408  |

| 1962 | 1968 | 1975 | 1982 | 1990 | 1999 | 2006 | 2011 | 2016 |
| ---- | ---- | ---- | ---- | ---- | ---- | ---- | ---- | ---- |
| 356  | 308  | 292  | 284  | 263  | 227  | 263  | 259  | 276  |

| 2021 | 2022 | - | - | - | - | - | - | - |
| ---- | ---- | - | - | - | - | - | - | - |
| 276  | 277  | - | - | - | - | - | - | - |

## Culture locale et patrimoine

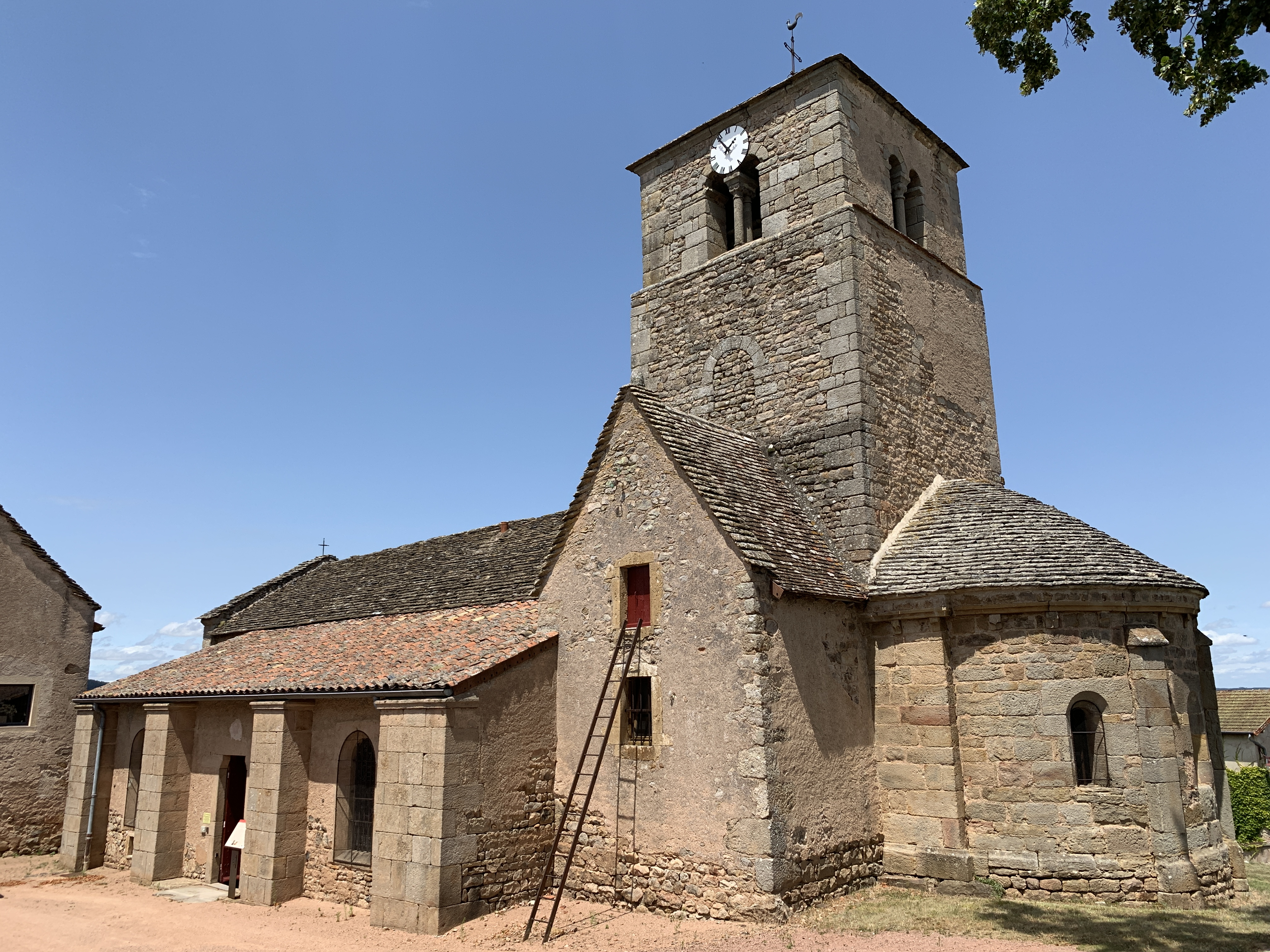
Église Saint-Denis.

### Lieux et monuments
Sont à voir à Buffières : 
- l'église Saint-Denis, dont une partie a été construite pendant le XIIIe siècle et qui présente un bel ensemble de vitraux du début du XXe siècle, sortis de l’atelier Bertrand, peintres verriers à Chalon-sur-Saône (les vitraux du chœur, de la travée du clocher et des bas-côtés correspondent à une première phase de création : signés C. Bertrand, ils ont été installés au tout début du XXe siècle) ;
- le château, du XVIIe siècle.

### Personnalités liées à la commune
- Dom Célestin Fumet (1876-1936), chartreux, né à Buffières sous le nom de Claude Fumet. Entré à la Grande Chartreuse en 1900, il fut nommé à la chartreuse de Montealegre en Espagne où il fut assassiné par les « rouges » le 20 juillet 1936[19]. C'est la raison pour laquelle, à l’entrée de la nef de l'église Saint-Denis, un grand ensemble formé de trois vitraux (signé C. Bertrand et ses fils) installés vers 1938, présente saint Bruno, en habit de chartreux, devant les bâtiments du monastère de la Grande Chartreuse.
- Firmin Verjat, habitant de Buffières et père de seize enfants, qui, en 1917, reçut le « prix Étienne Lamy » (et la somme de 10 000 francs) créé par le secrétaire perpétuel de l'Académie française pour aider les pères de familles pauvres, mais nombreuses qui « par des privations quotidiennes et volontairement subies, perpétuent encore des foyers riches d'enfants »[20].

## Pour approfondir